# گویدان (لوئیزیانا)
گویدان (به انگلیسی: Gueydan) شهری در ایالت لوئیزیانا کشور ایالات متحده آمریکا است که جمعیت آن در سرشماری سال ۲۰۱۰ میلادی، ۱٬۳۹۸ نفر بوده‌است.